# Harakiri
| Совокупная оценка    | Совокупная оценка |
| Источник             | Оценка            |
| -------------------- | ----------------- |
| Metacritic           | 65/100            |
| Оценки критиков      |                   |
| Источник             | Оценка            |
| Allmusic             | [ 3 ]             |
| Artistdirect         | [ 4 ]             |
| Consequence of Sound | [ 5 ]             |
| CraveOnline          | 8/10              |
| PopMatters           | 4/10              |
| Spin                 | 6/10              |
| Sputnikmusic         | 3.5/5             |
| Dark City            | [ 10 ]            |

Harakiri — третий сольный студийный альбом фронтмена группы System of a Down Сержа Танкяна. Релиз альбома состоялся 10 июля 2012 года. Это первый из четырёх запланированных альбомов Танкяна.

## Об альбоме
Танкян описал Harakiri как альбом, ориентированный с наиболее быстрыми темпами панк-рокa. В том же интервью он также подтвердил, что в поддержку альбома в 2013 году состоится мировое турне.

## Список композиций
| №                   | Название                                             | Длительность |
| ------------------- | ---------------------------------------------------- | ------------ |
| 1.                  | «Cornucopia (Рог изобилия)»                          | 4:28         |
| 2.                  | «Figure It Out (Давайте это выясним)»                | 2:52         |
| 3.                  | «Ching Chime (Цзинь звон)»                           | 4:06         |
| 4.                  | «Butterfly (Бабочка)»                                | 4:10         |
| 5.                  | «Harakiri (Харакири)»                                | 4:19         |
| 6.                  | «Occupied Tears (Слёзы неволи)»                      | 4:22         |
| 7.                  | «Deafening Silence (Оглушающая тишина)»              | 4:17         |
| 8.                  | «Forget Me Knot (Забудь мою петлю)»                  | 4:27         |
| 9.                  | «Reality TV (Реалити Шоу)»                           | 4:10         |
| 10.                 | «Uneducated Democracy (Необразованная демократия)»   | 3:59         |
| 11.                 | «Weave On (Слова Стивен Сейтер) (Продолжайте ткать)» | 4:07         |
| Общая длительность: | Общая длительность:                                  | 45:18        |

| №                   | Название                                    | Длительность |
| ------------------- | ------------------------------------------- | ------------ |
| 12.                 | «Revolver (Револьвер)»                      | 2:31         |
| 13.                 | «Tyrant’s Gratitude (Благодарность тирана)» | 2:38         |
| Общая длительность: | Общая длительность:                         | 5:09         |

## Места в чартах
| Чарт (2012)           | Место |
| --------------------- | ----- |
| The Billboard 200     | 29    |
| Canadian Albums Chart | 15    |
| Finnish Albums Chart  | 16    |
| Polish Albums Chart   | 14    |